# Диаметрална плоскост
Диаметрална плоскост – в „Теория на кораба“ вертикална надлъжна плоскост, представляваща плоскостта на симетрия на кораба или (съда). Диаметралната плоскост минава по цялата дължина на съда и го разделя на две симетрични части. Влиза в числото на основните точки, линии и плоскости на теоретичния чертеж. Задава направление за отчитането на хоризонталните ъгли в координатната система, привързана към съда.
В диаметралната плоскост лежат надлъжната ос (X, тя е и основна линия) и вертикалната ос (Z) на същата координатна система.
Английския еквивалент на диаметралната плоскост е термина на английски: Centerline.